# سنجاب بیابانی تگزاس
سنجاب بیابانی تگزاس (نام علمی: Ammospermophilus interpres) نام یک گونه از سرده سنجاب‌های بیابانی است.